# Iulus frondicola
Iulus frondicola är en mångfotingart som beskrevs av Karl Wilhelm Verhoeff 1899. Iulus frondicola ingår i släktet Iulus och familjen kejsardubbelfotingar. Inga underarter finns listade i Catalogue of Life.